# Episodi de Il commissario Heldt (prima stagione)
La prima stagione della serie televisiva Il commissario Heldt è stata trasmessa sul canale tedesco ZDF dal 24 gennaio al 28 febbraio 2013.
In Italia è andata in onda dal 12 novembre al 3 dicembre 2016 su Rai 2.
| n° | Titolo originale         | Titolo italiano           | Prima TV originale | Prima TV Italia  |
| -- | ------------------------ | ------------------------- | ------------------ | ---------------- |
| 1  | Explosive Fracht         | Una madre venuta dall'est | 24 gennaio 2013    | 12 novembre 2016 |
| 2  | Endlich frei!            | Finalmente liberi         | 31 gennaio 2013    | 12 novembre 2016 |
| 3  | Tod in der Nachbarschaft | Morte nel quartiere       | 7 febbraio 2013    | 19 novembre 2016 |
| 4  | Kopf des Indianers       | L'aquila indiana          | 14 febbraio 2013   | 19 novembre 2016 |
| 5  | Heißer Stoff             | Questione di fiuto        | 21 febbraio 2013   | 3 dicembre 2016  |
| 6  | Gefährliches Spielzeug   | Giocattolo pericoloso     | 28 febbraio 2013   | 3 dicembre 2016  |